# Парламентские выборы в Латвии (1922)
Выборы в первый Сейм Латвии состоялись 7 и 8 октября 1922 года. Явка составила 800 840 (83,14%) избирателей, из них действительных голосов 791 672 (82,12%).

## Выборное законодательство
Порядок выборов определило Учредительное собрание в принятом 9 июня (и дополненном 14 июля) 1922 года законе о выборах Сейма. В 5 округах (Рига, Видземе, Курземе, Земгале и Латгале) избирались 100 депутатов.
В выборах могли принимать участие все граждане, достигшие 21 года.
Так же как и выборы Учредительного Собрания, выборы Сейма были всеобщие, равные, прямые, тайные и пропорциональные. Но были и организационные отличия – на выборах Сейма не составлялись списки избирателей, а на участки пускали любого гражданина Латвии, который мог предъявить паспорт. Списки кандидатов были изменяемыми, то есть, в отличие от выборов в Учредительное Собрание, у избирателей на выборах в Сейм было право отдать свой голос кандидатам из разных списков и вычёркивать из списков фамилии нежелательных кандидатов.
Каждый список кандидатов печатался на отдельном листе, и лист состоял из разделов (так называемых талонов), равных количеству избираемых в округе депутатов. Технически избиратель в выбранном списке мог вычеркнуть кандидата, а мог на его место вписать кандидата из другого списка (но из того же округа), а также же если в списке было меньше кандидатов, чем количество мандатов по округу, то мог дописать кандидатов из других списков.
Вычёркивая и вписывая кандидатов избиратель мог разделить свой голос (отдав другому списку один или несколько талонов), а также повлиять на очерёдность кандидатов в списках.
Никакого процентного барьера для попадания в Сейм установлено не было.
Несмотря на опасения из-за нововведений, результатом стало существенное удешевление выборов из-за отказа от сложного и дорогостоящего составления списков избирателей, а также не произошло падения явки. Уже через 10 дней после выборов по всем округам были известны все избранные депутаты , что при такой усложнённой системе выборов тоже оказалось позитивным результатом (критики до выборов пугали многомесячными подсчётами).

## Распределение мандатов по округам
Согласно закону о вступлении в силу Конституции Латвии , при общем количестве в 100 депутатских мандатов  количество избираемых депутатов в каждом округе определялось центральной избирательной комиссией пропорционально количеству внесенных в списки избирателей на последних муниципальных выборах. Такие выборы проходили в Латвии в сельской местности в апреле 1922 года и в городах – в январе-феврале того же года ( в Риге – в ноябре 1921 года).
| Избирательный | Количество, | Количество, | Количество         |
| округ         | избиратели  | в %         | мандатов в округах |
| ------------- | ----------- | ----------- | ------------------ |
| Рига          | 151805      | 15,76       | 15                 |
| Видземе       | 253514      | 26,32       | 26                 |
| Курземе       | 163497      | 16,97       | 16                 |
| Земгале       | 146695      | 15,23       | 15                 |
| Латгале       | 247746      | 25,72       | 25                 |
| ВСЕГО         | 963257      | 100         | 97                 |

оставшиеся 3 мандата распределялись в общегосударственном масштабе ( по объединенным неиспользованным  дробным остаткам списков в округах ).

## Списки кандидатов
Для подачи списка кандидатов в депутаты было необходимо 100 подписей избирателей. Списки подавались в окружные избирательные комиссии с 21 по 26 августа 1922 года. Номер списку присваивался при регистрации в комиссии в хронологическом порядке .
Всего было зарегистрировано  88 списков от 31 партии или группы избирателей. Только 7 партий подали списки во всех округах.
Коммунисты (список городских и сельских рабочих) попытались подать списки в четырех округах (кроме Риги) , но зарегистрированы по формальным причинам не были.
Нелегальные коммунистические организации призвали бойкотировать выборы . Однако этот призыв не нашел отклика , возможно из-за опасений , что отсутствие отметки в паспорте об участии в выборах будет свидетельствовать о поддержке коммунистов , но отмечалось значительное  количество намерено испорченных бюллетеней .
За семь дней до выборов партии могли объявить о своём объединении в так называемый технический блок . В таком случае если число голосов, полученных списком, поделенное на общее количество мандатов в округе даст дробный остаток , то такой остаток в случае блока присоединяется к остатку другого списка . В пределах одного избирательного округа в технический блок могли объединяться несколько списков.
Например в Латгалии благодаря блоку с социал-демократами получил мандат представитель Бунда , а русский список получил свой второй мандат ,  блокировавшись с белорусским и немецким списками.
Блок в общегосударственном масштабе мог объединять не более одного списка из каждого округа.

## Результаты

### Общие результаты
По данным Центризбиркома Латвии
| Список                                | Рига                      | Курземе                   | Земгале                    | Видземе                     | Латгале                   | Итого                        |
| ------------------------------------- | ------------------------- | ------------------------- | -------------------------- | --------------------------- | ------------------------- | ---------------------------- |
| ЛСДРП                                 | 40 178 голосов, 4 мандата | 51 042 голоса, 6 мандатов | 38 230 голосов, 5 мандатов | 76 757 голосов, 11 мандатов | 35 740 голосов, 4 мандата | 241 947 голосов, 30 мандатов |
| Латышский крестьянский союз           | 4 233 голоса, 1 мандат    | 26 531 голос, 3 мандата   | 32 834 голоса, 4 мандата   | 60 491 голос, 8 мандатов    | 8 675 голосов, 1 мандат   | 132 764 голоса, 17 мандатов  |
| Социал-демократы - меньшевики         | 3 455 голосов, 1 мандат   | 11 600 голос, 1 мандат    | 13 086 голосов, 2 мандата  | 12 992 голос, 2 мандата     | 8 462 голосов, 1 мандат   | 49 595 голосов, 7 мандатов   |
| Партия демократического центра        | 29 526 голосов, 3 мандата | 9 460 голосов, 1 мандат   | 7 070 голосов, 1 мандат    | 11 382 голоса, 1 мандат     | Не участвовал             | 57 438 голосов, 6 мандатов   |
| Христианские крестьяне Латгале        | Не участвовали            | Не участвовали            | Не участвовали             | Не участвовали              | 47 202 голоса, 6 мандатов | 47 202 голоса, 6 мандата     |
| Объединённые немецкие партии          | 25 901 голос, 3 мандата   | 8 270 голосов, 1 мандат   | 3 807 голосов, 1 мандат    | 3 475 голосов, 1 мандат     | 635 голосов               | 42 088 голосов, 6 мандатов   |
| Беспартийный национальный центр       | 9 859 голосов 1 мандат    | 4 175 голосов, 1 мандат   | 3 549 голосов, 1 мандат    | 9 021 голос, 1 мандат       | 2 853 голоса,             | 29 457 голосов, 4 мандата    |
| Христианско-националистическая партия | 6 898 голосов, 1 мандат   | 11 731 голос, 1 мандат    | 6 037 голосов, 1 мандат    | 8 377 голосов, 1 мандат     | Не участвовала            | 33 043 голосов, 4 мандата    |
| Латгальская трудовая партия           | Не участвовала            | Не участвовала            | Не участвовала             | Не участвовала              | 27 679 голосов, 4 мандата | 27 697 голосов, 4 мандата    |
| Союз новохозяев                       | 1 364 голоса, 1 мандат    | 4 586 голосов, 1 мандат   | 3 443 голоса,              | 4 684 голоса, 1 мандат      | 1 315 голосов             | 15 392 голоса, 3 мандата     |
| Еврейский национальный блок           | 6 739 голосов 1 мандат    | 5 766 голосов, 1 мандат   | 1 896 голосов              | Не участвовал               | 2 230 голосов             | 16 631 голос, 2 мандата      |
| Агудас Исроэль                        | 4 728 голосов, 1 мандат   | 253 голоса                | 783 голоса,                | Не участвовал               | 5 665 голосов, 1 мандат   | 11 429 голосов, 2 мандата    |
| Объединённый русский список           | 4 710 голосов             | Не участвовал             | Не участвовал              | Не участвовал               | 9 519 голосов, 2 мандата  | 14 229 голосов, 2 мандата    |
| Латгальское народное объединение      | 349 голосов               | Не участвовало            | Не участвовало             | Не участвовало              | 6 422 голоса, 1 мандат    | 6 771 голос, 1 мандат        |
| Комитет старообрядцев                 | 908 голосов               | Не участвовал             | 2 258 голосов              | Не участвовал               | 9 152 голоса, 1 мандат    | 12 318 голосов, 1 мандат     |
| Цейре Цион                            | 533 голоса                | 359 голосов               | 272 голоса                 | 663 голоса                  | 3 329 голосов, 1 мандат   | 5 156 голосов, 1 мандат      |
| Список литовцев и католиков           | 1 563 голоса              | Не участвовал             | 6 927 голосов, 1 мандат    | Не участвовал               | Не участвовал             | 8 490 голосов, 1 мандат      |
| Польские организации                  | 2 125 голосов             | 807 голосов               | Не участвовали             | Не участвовали              | 9 541 голос, 1 мандат     | 12 473 голоса, 1 мандат      |
| Латгальская крестьянская партия       | Не участвовала            | Не участвовала            | Не участвовала             | Не участвовала              | 8 522 голоса, 1 мандат    | 8 522 голоса, 1 мандат       |
| Бунд                                  | Не участвовал             | Не участвовал             | Не участвовал              | Не участвовал               | 2 409 голосов, 1 мандат   | 2 409 голосов,1 мандат       |
| Союз рыбаков                          | 156 голосов               | 2 761 голос               | 296 голосов                | 795 голосов                 | Не участвовал             | 4 008 голосов                |
| Объединение тружеников земли          | 327 голосов               | 428 голосов               | 835 голосов                | 1 077 голосов               | Не участвовало            | 2 667 голосов                |
| Союз трудящихся Латгалии              | Не участвовал             | Не участвовал             | Не участвовал              | Не участвовал               | 1 918 голосов             | 1 918 голосов                |
| Белорусский список                    | Не участвовал             | Не участвовал             | Не участвовал              | Не участвовал               | 1 548 голосов             | 1 548 голосов                |
| Беспартийное русское объединение      | 469 голосов               | Не участвовало            | Не участвовало             | Не участвовало              | 1 010 голосов             | 1 479 голосов                |
| Список инвалидов войны                | 437 голосов               | Не участвовал             | Не участвовал              | 793 голоса                  | Не участвовал             | 1 230 голосов                |
| Беспартийный полковник Янсонс         | 544 голоса                | Не участвовал             | Не участвовал              | 637 голосов                 | Не участвовал             | 1 181 голос                  |
| Эстонская группа                      | 260 голосов               | Не участвовала            | Не участвовала             | 803 голоса                  | Не участвовал             | 1063 голоса                  |
| Список воздержания                    | 1 031 голос               | Не участвовал             | Не участвовал              | Не участвовал               | Не участвовал             | 1 031 голос                  |
| Селяне Латгале                        | Не участвовали            | Не участвовали            | Не участвовали             | Не участвовали              | 467 голосов               | 467 голосов                  |
| Еврейская народная партия             | Не участвовала            | Не участвовала            | Не участвовала             | Не участвовала              | 47 голосов                | 47 голосов                   |
| Всего мандатов                        | 17 мандатов               | 16 мандатов               | 16 мандатов                | 26 мандатов                 | 25 мандатов               | 100 мандатов                 |